# Biennale Bénin
 (mars 2012).
Si vous disposez d'ouvrages ou d'articles de référence ou si vous connaissez des sites web de qualité traitant du thème abordé ici, merci de compléter l'article en donnant les références utiles à sa vérifiabilité et en les liant à la section « Notes et références ».
La Biennale du Bénin est une exposition d'art contemporain se déroulant au Bénin en 2012.

## Regard Bénin en 2010
Elle a eu lieu pour la première fois en novembre 2010 sous le titre de Regard Bénin. L'inauguration de la première édition de la biennale a eu lieu dans l'ancien hypermarché Kora, avec la présence du ministre béninois de la culture, de la Présidente de la délégation de l’Union Européenne au Bénin, des représentants de l’Institut français et de l’Ambassadeur de France.

## Biennale Bénin 2012
La Biennale Bénin 2012 est souvent considérée comme la première édition. Elle est placée sous la tutelle du Ministère de la Culture du Bénin, et organisée par un consortium, composé structures culturelles béninoises. La direction artistique de la Biennale Bénin 2012 est confiée au directeur artistique international Abdellah Karroum. Le commissariat des « projets spéciaux » est confié au chercheur universitaire Didier Houénoudé, aux côtés des commissaires associés pour les rencontres et la recherche, Anne Szefer Karlsen, Olivier Marboeuf et Claire Tancons.
Le programme de la Biennale Bénin comporte une exposition internationale et plusieurs projets spéciaux, en collaboration avec les structures culturelles et associatives locales et internationales. La Biennale Bénin a pour objectif de fédérer et dynamiser la scène artistique béninoise en la reliant aux pratiques et réseaux internationaux. Les questions de la médiation et de l’éducation s’ajoutent au programme à travers des ateliers et rencontres artistiques. La Biennale Bénin prévoit aussi de produire un colloque international et plusieurs publications liés au programme « Inventer le monde ».
La Biennale Bénin enrichit le paysage artistique contemporain du continent africain, au côté de ses ainées, la Biennale de Dakar fondée en 1992 au Sénégal et le SUD (Salon Urbain de Douala) organisé par Doual'art au Cameroun. 
Pour l'édition 2012 de la Biennale Bénin, le projet artistique proposé par Abdellah Karroum, et la Délégation artistique, est intitulé « Inventer le monde : l'artiste citoyen ». Il interrogera la notion d’ « artiste citoyen », son implication et projection dans la ville, le monde, la mémoire. Ce projet est inspiré en premier lieu par les artistes travaillant au Bénin et depuis longtemps impliqués dans la société comme producteurs. Les arts plastiques au Bénin, pays traditionnellement riche en production de sculpture sur bois, connaissent une émergence au passage du troisième millénaire. Des artistes comme Dominique Zinkpè ont investi l'espace public avec des actions et interventions urbaines. L’engagement des artistes au sein d’une organisation sociale, dans la création d’espaces, la réflexion en lien avec le public et les populations est un paramètre de lecture des œuvres qui donnera accès à la rencontre du lieu d’exposition et une multitude de lieux de rencontres.
L’exposition internationale de la Biennale Bénin s’articulera en dialogue avec le contexte local qui réunit les initiatives artistiques privées sur quatre villes du Bénin : Cotonou, Ouidah, Abomey, Porto-Novo (dans les Halles Historiques de l'Imprimerie Nationale à Porto-Novo), et s’est accompagné d’un colloque, un catalogue, un site internet (en cours de construction), un programme pédagogique et de médiation culturelle, notamment.
Le programme artistique (expositions, rencontres et publications) est conçu par la Délégation artistique (Curatorial Delegation) en dialogue avec les structures de collaboration. La CD, composée de commissaires internationaux, de chercheurs et historiens d’art, est un groupe de travail qui se constitue de manière consultative en fonction des projets. Pour la Biennale Bénin 2012, des implications curatoriales à des degrés divers, de la coproduction d’un projet à la réalisation d’un atelier, et de la recherche au dialogue artistique, sont prévues avec Didier Houenoude, Abdellah Karroum, Olivier Marboeuf et d'autres curators béninois et internationaux. 
Parmi les artistes actifs à la Biennale Bénin : 
- Adel Abdessemed (France - Algérie)
- Ismail Bahri (Tunisie)
- Camille Henrot (France - USA)
- Pélagie Gbaguidi (Bruxelles)
- Gérard Quenum (Porto Novo)
- Younès Rahmoun (Maroc)
- Raqs Media Collective (Inde)
- Tchif (Cotonou)
- Cyprien Tokoudagba (Abomey)
- Nishio Yoshinari (Japan - Kenya)
- Carla Zaccagnini (Brésil)
- Dominique Zinkpè (Abomey)
- Daphné Bitchatch (Paris)
- José Bento
- François- Xavier Gbré (Abidjan)
- Christelle Yaovi (Cotonou)
- Zon Sakai (Fukushima- Japon)
- Tara Mahapatra (Berlin)
- Théodore Daktopan (Porto-Novo)